# Леушкино (Спасский сельсовет)
Леушкино — деревня в Вологодском районе Вологодской области.
Входит в состав Спасского сельского поселения, с точки зрения административно-территориального деления — в Спасский сельсовет.
Расстояние по автодороге до районного центра Вологды — 29 км, до центра муниципального образования Непотягово — 19 км. Ближайшие населённые пункты — Пыхмарево, Запрудка, Нагорное.

## Население
| 2010 |
| ---- |
| 0    |

По переписи 2002 года население — 6 человек.